# 中国商用飛機
中国商用飛機（ちゅうごくしょうようひき、中: 中国商用飞机有限责任公司、英: Commercial Aircraft Corporation of China, Ltd）は中国上海で設立された民間航空機製造会社である。略称はCOMAC、中国商飛。

## 概要
複数の航空会社の民間航空機生産部門を再編して2008年5月11日に中国上海で設立された。資本金は19億元（2008年5月の時点で27億USドル）で中央政府をはじめ、上海の地方政府と中国航空工業第一集団と中国航空工業第二集団が主要な株主として名を連ねる。この政府が所有する企業は最終的にボーイングやエアバスへの依存を減らす為に150席以上の大型旅客機の設計と生産を専門にしている。ボーイングが浙江省で建設を進めている初の海外生産拠点は商用飛機とボーイングの合弁会社が出資してる。2017年5月にはCOMAC C929の共同開発を進めてきたロシアの国有企業統一航空機製造会社（UAC）と航空機を共同製造する合弁会社を上海で設立、UACとしては中国に技術移転を進めるボーイングやエアバスに対抗した動きとされる 。同年には戦略提携相手だったカナダのボンバルディア・エアロスペースと民間航空機部門やCシリーズの買収交渉を進めていると報じられていたものの、その後Cシリーズはエアバスに事実上買収された。
最初の販売するジェット機は中国航空工業第一集団によって開発されたARJ21（後のC909）である。
これに続きC919が販売されている。C919は当初2016年とされた引き渡し開始が大幅に遅れ、結局2023年の引き渡し・商業運行開始となった。

## 製品

### 機種の命名規則
C919を始め、全ての機種の販売が開始されComacの民間旅客機の為の命名システムは9X9の様式に従う。

### 航空機の生産または開発
| 機体                      | 派生機      | 詳細                            | 座席数    | 初飛行         | 生産終了機種 |
| ------------------------- | ----------- | ------------------------------- | --------- | -------------- | ------------ |
| COMAC C909（旧称：ARJ21） | 700,900,F,B | 双発, ナローボディー, 短距離    | 70‑105席  | 2008年11月28日 |              |
| COMAC C919                |             | 双発, ナローボディー, 中-長距離 | 150‑190席 | 2017年5月5日   |              |
| COMAC C929                | 600,700,800 | 双発, ？, 中-長距離             | 250‑290席 | 2025年 (予定)  |              |

## 株主
| 株主                         | 投資額 | 持ち株比率 | 解説                   |
| ---------------------------- | ------ | ---------- | ---------------------- |
| 国務院国有資産監督管理委員会 | 60億元 | 31.58%     | 代表中国国務院出資     |
| 上海国盛集団                 | 50億元 | 26.32%     | 代表上海市人民政府出資 |
| 中国航空工業集団公司         | 50億元 | 26.3%      | 資産と現金で出資       |
| 上海宝鋼集団公司             | 10億元 | 5.25%      | 現金で出資             |
| 中国アルミニウム             | 10億元 | 5.25%      | 現金で出資             |
| 中国中化集団公司             | 10億元 | 5.25%      | 現金で出資             |